# Privat område
För skyltar av typen "Privat område", se Privat område (skylt).
Privat område (originaltitel: Private Resort) är en amerikansk komedifilm från 1985.

## Handling
Två tonåringar, Ben (Rob Morrow) och Jack (Johnny Depp), checkar in på ett lyxhotell för att finna sina favoritkvinnor. Jacks har fastnat för den rika skönheten, Dana, och han gör allt för att få henne. Bens uppvaktning av en läcker servitris, Patti, kan gå i stöpet på grund av en husregel som förbjuder amorösa aktiviteter med gästerna. Pojkarnas upptåg hotas ytterligare av en snokande hotelldetektiv, Reeves och en manisk tjuv, Maestro, som är ute efter att stjäla en ovärderlig diamant.

## Om filmen
Privat område regisserades av George Bowers.

## Rollista (urval)
- Rob Morrow - Ben
- Johnny Depp - Jack
- Hector Elizondo - The Maestro
- Leslie Easterbrook - Bobbie Sue
- Emily Longstreth - Patti
- Karyn O'Bryan -  Dana
- Dody Goodman - Mrs. Rawlings
- Tony Azito - Reeves
- Hilary Shapiro - Shirley
- Leslie Easterbrook - Bobbie Sue
- Michael Bowen - Scott
- Lisa London - Alice
- Andrew Clay - Curt
- Ron House - The Barber
- Greg Wynne - Mike